# Bankovní karta
Bankovní karta je obvykle plastová karta vydaná bankou svým klientům, která poskytuje jednu nebo více z řady služeb souvisejících s poskytováním přístupu klienta k bankovnímu účtu.
Fyzicky bývá na bankovní kartě vytištěno jméno klienta, jméno vydavatele karty a jedinečné číslo karty.
Na zadní straně bývá magnetický proužek, který umožňuje různým přístrojům číst data a získat informace o kartě.
V závislosti na vydávající bance a preferencích klienta to může umožnit použití karty pro transakce na bankomatech i jako debetní kartu, propojenou s bankovním účtem klienta a použitelnou pro platby za nákupy u pokladny. 
Prvními bankovními kartami byly bankomatové karty vydané Barclays v Londýně v roce 1967 a Chemical Bank na Long Islandu (New York), v roce 1969. V roce 1972 vydala Lloyds Bank první bankovní kartu obsahující osobní identifikační číslo (PIN) pro zabezpečení spolu s magnetickým proužkem kódujícím informace.
Historicky sloužily bankovní karty také jako šekové garanční karty, dnes již téměř zaniklého systému garancí šeků na prodejních místech.